# Ryżkau (obwód homelski)
Ryżkau (biał. Рыжкаў; ros. Рыжков, Ryżkow) – wieś na Białorusi, w obwodzie homelskim, w rejonie brahińskim, w sielsowiecie Burki. W 2009 roku liczyła 153 mieszkańców.